# Noyontaan
Noyontaan is een bestuurslaag in het regentschap Pekalongan van de provincie Midden-Java, Indonesië. Noyontaan telt 6249 inwoners (volkstelling 2010).